# Hennens

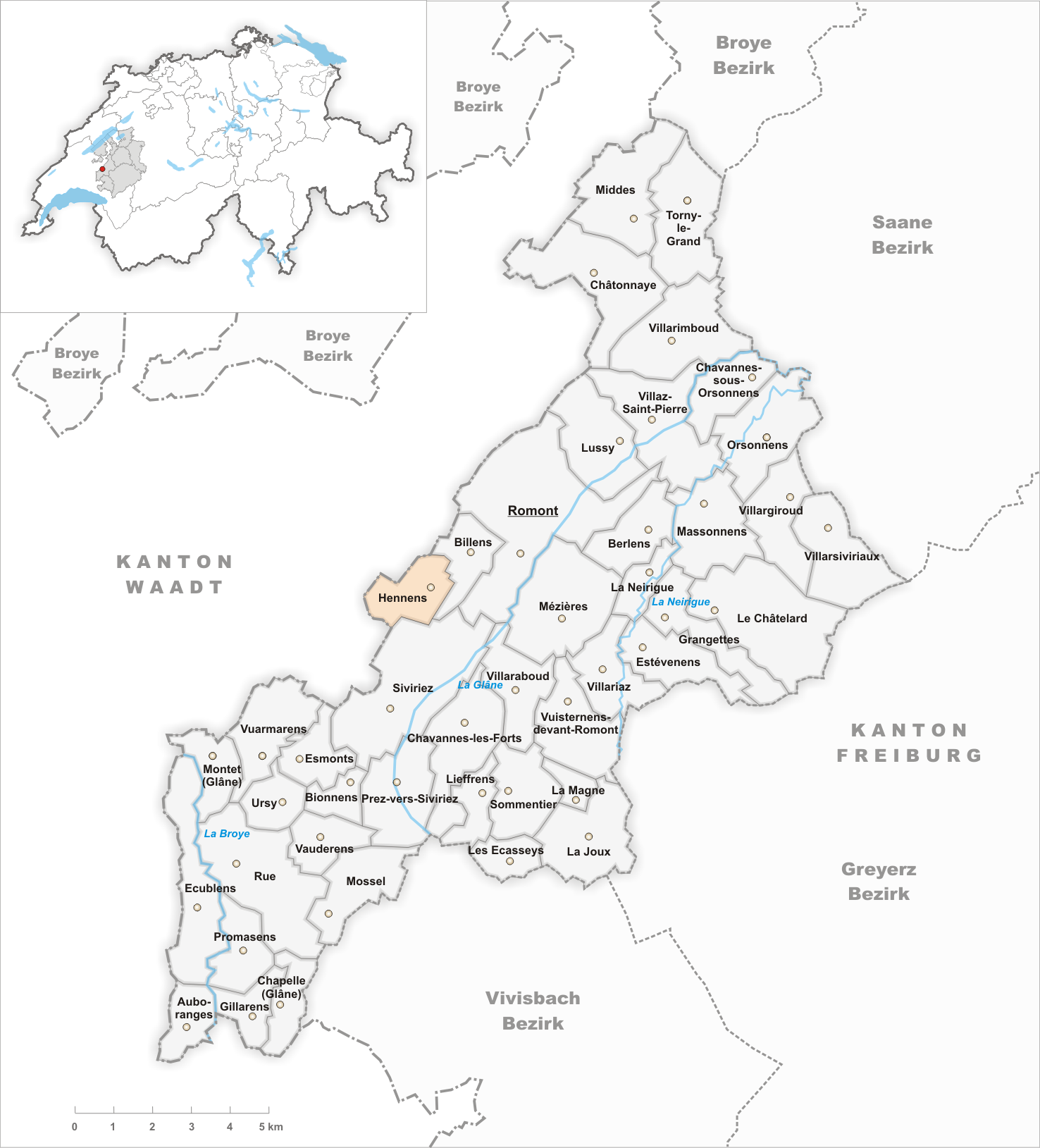
Gemeindestand vor der Fusion am 1. Januar 1998

Hennens ist eine ehemalige Gemeinde des Bezirks Glâne des Kantons Freiburg in der Schweiz. Am 1. Januar 1998 wurde Hennens mit der ehemaligen Gemeinde Billens zur Gemeinde Billens-Hennens fusioniert.

## Geographie
Hennens liegt auf 763 m ü. M., drei Kilometer südwestlich des Bezirkshauptortes Romont (Luftlinie). Das Bauerndorf erstreckt sich leicht erhöht westlich des Tals des Glaney auf dem Höhenrücken zwischen dem mittleren Broyetal im Westen und dem Oberlauf der Glâne im Osten, im Molassehügelland des Freiburger Mittellandes.

## Bevölkerung
Mit 106 Einwohnern (1990) zählte Hennens vor der Fusion zu den kleinsten Gemeinden des Kantons Freiburg. 1950 wurde in der Gemeinde der Höchststand von 206 Einwohnern registriert. In den nächsten 20 Jahren halbierte sich die Einwohnerzahl (1970: 102 Bewohner), um sich dann bei einer Zahl von knapp über Hundert einzupendeln. Zu Hennens gehören mehrere Einzelhöfe.
Einwohnerzahlen: Volkszählungsdaten

## Wirtschaft
Hennens lebt noch heute von der Landwirtschaft, insbesondere vom Ackerbau, der Milchwirtschaft und der Viehzucht. 

## Verkehr
Das Dorf liegt abseits der grösseren Durchgangsstrassen, an einer Verbindungsstrasse von Billens. Hennens besitzt an Schultagen mit einer Buslinie der Transports publics Fribourgeois, die von Romont nach Hennens führt, Anbindung an das Netz des öffentlichen Verkehrs.

## Geschichte
Hennens ist seit 1403 als Henens bezeugt. Zahlreiche weitere Schreibweisen sind aus der nachfolgenden Zeit überliefert: Ennens (1432), Henyn (1475), Enens (1578), Inens (1638) und Innens (1755). Dieser Ortsname geht auf den Personennamen Inno zurück.
Hennens bildete seit seiner ersten Nennung eine eigene kleine Herrschaft, die von Savoyen abhängig war.
Als die Berner 1536 das Waadtland eroberten, kam Hennens unter die Herrschaft von Freiburg und wurde der Vogtei Romont zugeteilt. Nach dem Zusammenbruch des Ancien Régime (1798) gehörte das Dorf während der Helvetik und der anschliessenden Zeit zum Bezirk Romont und wurde 1848 in den Bezirk Glâne eingegliedert. Am 1. Januar 1998 fusionierte Hennens mit Billens zur neuen politischen Gemeinde Billens-Hennens.